# LR Возничего
LR Возничего (лат. LR Aurigae) — двойная затменная переменная звезда типа Алголя (EA) в созвездии Возничего на расстоянии (вычисленном из значения параллакса) приблизительно 12958 световых лет (около 3973 парсеков) от Солнца. Видимая звёздная величина звезды — от менее +16m до +14,9m. Орбитальный период — около 19,78 суток.

## Характеристики
Первый компонент — жёлто-белая звезда спектрального класса F. Эффективная температура — около 6370 К.